# Шишилово
Шишилово — деревня в Невельском районе Псковской области России. Входит в состав Плисской волости.

## История
В начале XVII века в Шишилове находилось небольшое укрепление - Шишилов острожек, захваченный войсками Великого княжества Литовского. В "Книге сеунчей" сохранилось упоминание от 3 января 1615 года, что русский отряд из войска князя Дмитрия Черкасского побил литовцев в Шишиловом острожке и взял несколько человек пленных.

## География
Деревня находится в южной части Псковской области, в зоне хвойно-широколиственных лесов, на западном берегу озера Водачи, на расстоянии примерно 6 километров (по прямой) к западу-северо-западу (WNW) от города Невеля, административного центра района.

### Климат
Климат характеризуется как умеренно континентальный, с продолжительной снежной зимой и относительно коротким тёплым летом. Среднегодовая температура воздуха — 4,4 °С. Средняя многолетняя температура самого холодного месяца (января) составляет −8 °С, средняя температура самого тёплого (июля) — +17,4°С. Среднегодовое количество осадков — 554 мм. Снежный покров держится в течение 100—105 дней.

### Часовой пояс
Деревня Шишилово, как и вся Псковская область, находится в часовой зоне МСК (московское время). Смещение применяемого времени относительно UTC составляет +3:00.

## Население
| 2001 | 2002 | 2010 |
| ---- | ---- | ---- |
| 1    | →1   | ↘0   |

Согласно результатам переписи 2002 года в деревне проживал один житель русской национальности.